# Низменное
Ни́зменное — крайняя степень безобразного, чрезвычайно негативная ценность, имеющая отрицательную значимость для человечества; сфера несвободы. Это еще не освоенные явления, не подчиненные людям и представляющие для них грозную опасность. Человечество не владеет собственными общественными отношениями. Это таит в себе источник бедствий и воспринимается как низменное (милитаризм, тоталитаризм, фашизм, атомная война).

## В античной философии
В античной философии можно проследить отношение мыслителей к животным инстинктам человека, как к низменным позывам.
Аристотель в «Никомаховой этике» выделяет три основных образа жизни:
- жизнь, полная удовольствий и наслаждений;
- государственный образ жизни;
- созерцательный

Большинство людей, говорит Аристотель, сознательно выбирают жизнь, полную удовольствий и наслаждений, чем полностью обнаруживают свою низменность.

Распущенность Аристотель связывает с теми чувствами, которые являются общими с животными. Наслаждаться такими чувствами, то есть иметь к ним исключительное пристрастие, значит жить по-скотски.
По учению Платона, человеческая душа состоит из трех частей, которые выражают:
- идеально-разумную способность;
- вожделяюще-волевую;
- инстинктивно-аффективную.

В зависимости от того, какая из этих частей берет верх, зависит судьба человека, направленность его деятельности, смысл его жизни. Большинство людей находится во власти эмоций и страстей, руководствуется в своём поведении эгоистическими мотивами, а не истиной, справедливостью и разумом. Платон надеялся изменить природу человека, искоренить в нем «низменные» побуждения во имя «возвышенных», не считаясь с уже сложившейся в течение тысячелетий общественной жизни природой человека.

## В религии и богословии

### Христианство
В христианстве нарушение заповедей называют грехом. Для христиан такие поступки являются низменными, недостойными. По представлениям христианства, все люди несут на себе печать «первородного греха». Человек изначально порочен и греховен.
Термин «первородный грех» предложил Блаженный Августин. После грехопадения люди лишились свободной воли, стали рабами своих желаний и уже не могли не грешить. Термин «первородный грех» повсеместно принят христианством.

#### Протестантизм
Лютер считал, что зло изначально присуще природе человека. Оно направляет его волю так, что ни один человек не способен совершить что-либо доброе. Убеждение в низменности и беспомощности человека, в его неспособности совершить что-либо доброе по собственной воле, согласно Лютеру, одно из главных условий ниспослания божьей благодати. Лишь если человек унизит себя, откажется от своей воли, от своей гордыни, только тогда снизойдет на него милость Господня. Еще более радикально Лютер выразил бессилие человека в памфлете «Рабство воли», который был направлен против Эразма Роттердамского, защищавшего свободу воли. Заставляя индивида признать и прочувствовать его ничтожность, никчемность всех его достоинств, заставляя его чувствовать себя безвольным орудием в руках Бога, Лютер лишал человека уверенности в себе, отнимал у него чувство собственного достоинства, а без этого невозможно никакое сопротивление светским властям, угнетающим человека.
Теология Ж. Кальвина аналогична теологии Лютера. Кальвин учит, что мы должны унизиться, что посредством этого самоуничижения мы и полагаемся на всесилие Божие. Он поучает, что человек не должен считать себя хозяином своей судьбы. Человек не должен стремиться к добродетели ради неё самой: это приведёт лишь к суете.

## В философии XIX в
Развитием понятия безобразного занимался Иоганн Карл Фридрих Розенкранц, немецкий философ, ученик Гегеля. В своём труде «Эстетика безобразного» (1853), он указывает, что в развитии идеи прекрасного неизбежен анализ безобразного. Таким образом, понятие безобразного, как отрицательной формы прекрасного, становится частью эстетики.
Розенкранц разработал подробную ступенчатую классификацию безобразного:
- I. Отсутствие формы
- II. Неточное (неправильное)
- III. Распад формы (деформация)
  - А. Ординарное
    - 1) низменное
    - 2) слабость
    - 3) ничтожное

  - Б. Отвратительное

  - В. Карикатура

Ординарное является противоположностью возвышенного. Понятие величественного обусловливает понятие ординарного. К примеру, отдельное лицо может считаться ординарным тогда, когда в нем просвечивается зависимость конкретного человека от некоторого порока, поскольку такая зависимость противоречит понятию человека, достоинство которого она оспаривает.

Если возвышенная величина устраняет своей бесконечностью границы времени и пространства, жизни и воли, отличий воспитания и социального положения, то низменное, наоборот, устанавливает эти границы без необходимости их наличия. Если возвышенное реализует свободу, то низменное ограничивает свободу бытия там, где она не является необходимой. 

В обычной жизни говорим, к примеру, что отдельный человек низменный, когда из-за педантичной сосредоточенности на несущественном он устанавливает препятствия существенному в его стремлении к самореализации, — такой человек несвободен от мелочности, которую он не способен преодолеть.
Людвиг Фейербах отстаивал идею антропологизма: понимание человека как чисто природного, биологического существа. Духовное начало в человеке не может быть отделено от телесного, дух и тело — две стороны человеческого организма. Фейербах в своем труде «Сущность христианства» (1841) показал процесс возникновения понятия «Бог», как идеализирование, преувеличение, превращение в абсолют собственных, реальных человеческих качеств. Бог является неким рафинированным, избавленным от пороков, недостатков и слабостей человек. Но, чем могущественнее и совершенным становится Бог, тем более ничтожным становится сам человек. Собственная жизнь рассматривается религиозным человеком как нечто низменное, как испытание и подготовку к подлинной жизни «на том свете». Фейербах видит в этом большую угрозу для человеческих отношений. Принижение человека, отождествление его земной жизни с низменным в конце концов пагубно отражается на отношениях между людьми. И те низменные чувства (коварство, зависть, злоба, ненависть), от которых человек пытается отгородиться, все равно проявляются. Фейербах предлагает людям, избавленным иллюзорного религиозного сознания, понявшим истоки религиозных представлений, заменить поклонение Богу уважительным отношением друг к другу.

## В философии XX в
Бертран Рассел обращает внимание на проблему человеческого восприятия взаимоотношения духа и материи. На протяжении веков дух отождествляли с чем-то возвышенным, благородным, а материю с низменным. Современные знания, полученные благодаря развитию науки и техники, дают возможность взглянуть на взаимоотношения духа и материи по-другому. 

Это приводит нас к проблеме взаимоотношения духа и материи, поскольку восприятие обычно считается «психическим» событием, тогда как воспринимаемые объекты и стимулы к восприятию считаются «физическими». По-моему, в разрешении этой проблемы нет вообще никаких трудностей. Предполагаемые затруднения происходят от плохой метафизики и плохой этики. Говорят, что дух и материя являются двумя субстанциями, полностью разобщенными друг с другом. Дух есть нечто благородное и возвышенное, материя же — нечто низменное. Грех состоит в подчинении духа телу. Познание, будучи одним из самых возвышенных проявлений духовной активности, не может зависеть от чувств, так как чувство представляет собой форму подчинения материи и поэтому является низменным. Отсюда проистекает платоновский протест против отождествления познания с восприятием. Все это, скажете вы, устарело и отжило свой век, но это оставило пережитки труднопреодолимых предрассудков.
— Бертран Рассел. «Человеческое познание, его сферы и границы»
Рассел показывает, как велика разница между восприятием и физическим объектом.

Пространственные отношения, устанавливаемые физикой, имеют место между электронами, протонами, нейтронами и так далее, которых мы не воспринимаем; пространственные отношения зрительных восприятий имеют место между вещами, которые мы воспринимаем, и в конечном счете между цветовыми пятнами. Между физическим пространством и зрительным пространством есть какое-то соответствие, но оно очень грубо. Во-первых, большие глубины неразличимы. Во-вторых, определение времени различно; место, где солнце зрительно находится сейчас, соответствует месту, где физическое солнце было восемь минут назад. В-третьих, восприятие подвержено изменениям, которые физик не приписывает изменениям в объекте, например восприятие изменяется в зависимости от облаков, телескопов, косоглазия или закрывания глаз. Соответствие между восприятием и физическим объектом является поэтому только приблизительным и, что касается пространственных отношений, оказывается не более точным, чем в других отношениях.— Бертран Рассел. «Человеческое познание, его сферы и границы»